# Максвел (Небраска)
Максвел (енгл. Maxwell) град је у америчкој савезној држави Небраска.

## Демографија
По попису из 2010. године број становника је 312, што је 3 (-1,0%) становника мање него 2000. године.
| Група             | 2000.       | 2010.       |
| Белци             | 301 (95,6%) | 296 (94,9%) |
| Афроамериканци    | 2 (0,6%)    | 2 (0,6%)    |
| Азијати           | 0 (0,0%)    | 0 (0,0%)    |
| Хиспаноамериканци | 9 (2,9%)    | 8 (2,6%)    |
| Укупно            | 315         | 312         |